# Mercè Rodoreda
Mercè Rodoreda (10. října 1908, Barcelona, Španělsko – 13. dubna, 1983, Girona) byla katalánská spisovatelka.

## Romány
- Sóc una dona honrada? (1932).
- Del que hom no pot fugir (1934).
- Un dia en la vida d'un home (1934).
- Crim (1936).
- Aloma (1938).
- La plaça del Diamant (1962).
- El carrer de les Camèlies (1966).
- Jardí vora el mar (1967).
- Mirall trencat (1974).
- Quanta, quanta guerra... (1980).
- La mort i la primavera Barcelona (1986).
- Isabel i Maria (1991).

## Česky a slovensky vydaná díla
- Diamantové náměstí (La pląca del Diamant). Praha: Odeon, 1973. (Překlad: Jan Schejbal)
- Záhrada pri mori (Jardin junto al mar). Bratislava: Slov. spis., 1979 (Překlad: Elena Račková)
- Aloma (Pet katalánskych novel). Praha: Odeon, 1988, p. 79–184. (Překlad: Jan Schejbal)
- Rozbité zrkadlo. Bratislava: Pravda, 1989 (Překlad:Oľga Hlaváčová)